# Bahía de Arabat
Bahía de Arabat (en ruso: Арабатский залив, en ucraniano: Арабатська затока), es una bahía de la costa noreste de la península de Crimea del mar de Azov. Está situada al lado de la ciudad de Shchólkine, en la península de Crimea. 
Se extiende desde la península de Kerch hasta la flecha de Arabat.